# Koharalepis
Koharalepis is een geslacht van uitgestorven kwastvinnige vissen dat leefde tijdens het Devoon.
De typesoort Koharalepis jarviki werd in 1992 benoemd en beschreven door Gavin Young e.a. De geslachtsnaam combineert het Maori kohara, 'glanzend', met het Grieks lepis, 'schub', een verwijzing naar de glanzende met cosmine bedekte schubben. De soortaanduiding eert de Zweedse paleontoloog Erik Jarvik.
Het holotype AMF 54325 is een schedel met voorste romp, begin jaren zeventig gevonden op Mount Crean, Antarctica.
De lengte van het holotype is geschat op één meter.
Er werden drie onderscheidende kenmerken aangegeven. Er schijnt een extra bot te zijn in het schedeldak achter het postorbitale, dit werd een voorste dermosphenoticum genoemd. Het jukbeen is zo langwerpig dat het met zijn voorkant in het postorbitale van de oogkas dringt door contact te maken met het achterste postorbitale, een apart schedelbot. Het traanbeen raakt de rand van de muil.